# Žabnjakolike
Žabnjakolike (lat. Ranunculales), biljni red od sedam porodica u razredu Magnoliopsida. Ime dobiva po rodu žabnjaka ili Ranunculus i porodici Ranunculaceae (žabnjakovke). Jedini je u nadredu Ranunculanae. Ostale porodce koje su tu zastupljene su Berberidaceae Juss., Circaeasteraceae Kuntze ex Hutch., Eupteleaceae Van Tiegh., Lardizabalaceae Decne, Menispermaceae Juss. i Papaveraceae Juss..
Nedavno otkriveni fosil (star 125 milijuna godina) nazvan od znanstvenika Leefructus mirus čini se za sada da je najstariji poznati predstavnik ove porodice

## Opis
Ranunculales, ili žabnjakolike red su cvjetnica, koji sadrži 7 porodica, gotovo 164 roda i oko 2830 vrsta. Članovi reda kreću se od jednogodišnjih i višegodišnjih biljaka do zeljastih ili drvenastih loza, grmova i, u nekoliko slučajeva, drveća. Uključuju mnoge ukrasne biljke koje se uzgajaju u vrtovima diljem svijeta. Općenito su prisutni različiti alkaloidi, neki prilično štetni za ljude ili stoku. Porodice u redu su Berberidaceae, Circaeasteraceae, Eupteleaceae, Lardizabalaceae, Menispermaceae, Papaveraceae i Ranunculaceae.
Zajedno s Buxales, Proteales, Trochodendrales i Sabiaceae, Ranunculales je dio skupine porodica i redova poznatih kao periferni eudikoti. Jedna od glavnih karakteristika koja razlikuje ove porodice i druge eudikote od monokotiledona (vrsta s jednim embrionalnim listom u sjemenu) i bazalnih angiospermi je pelud, koja obično ima tri otvora (colpi) umjesto jednog. Nedostaju im i eterična ulja, koja karakteriziraju mnoge redove među bazalnim cvjetnicama. U Ranunculales, čini se da su se latice razvile iz staminodija (sterilnih prašnika), a ne iz brakteja (cvjetnih listova), a karpele nisu srasle u većini članova reda.
Ranunculaceae ili porodica žabnjakovki najveća je porodica u redu, s 52 roda i oko 1500 vrsta. Većina vrsta u porodici su zeljaste biljke, neke su vodene, a nekoliko su niski grmovi ili loze (Clematis). Mnoga dobro poznata samonikla i uzgojena cvijeća u umjerenom pojasu pripadaju ovoj skupini. Široko su rasprostranjeni ranunculusi sa svojim jarko žutim cvjetovima; Caltha (kaljužnica, također poznat kao “cowslips” u Sjedinjenim Državama i kao “kingcups” u Engleskoj) raste na vlažnim mjestima s obje strane Atlantskog oceana; i Aquilegia (pakujac) su među najljepšim divljim cvijećem Sjeverne Amerike.
Rod Anemone uključuje divlje anemone porijeklom iz sjevernog umjerenog pojasa, kao i kultivirane sorte. Delphinium (veliki kokotić) uključuje jednogodišnje i višegodišnje biljke koje se uzgajaju zbog svojih nevjerojatno upadljivih cvjetova. Helleborus (kukurije4k) uključuje H. niger (velecvjetni kukurijek), južnoeuropsku autohtonu rasu koja se sadi u sjevernim vrtovima za cvjetanje usred zime. Clematis ima više od 300 vrsta u umjerenim regijama, posebno na sjevernoj hemisferi iu tropskim planinama Afrike. Aconitum (jedić) je rod od oko 100 izdržljivih trajnica sjevernih planina; vrste se također nazivaju “wolfsbane” zbog svoje toksičnosti. Konkretno, Aconitum ferox sadrži jedan od najsmrtonosnijih poznatih otrova. Thalictrum (kozlačica) još je jedan široko prepoznatljiv rod s 330 vrsta u sjevernim umjerenim regijama, tropskoj Americi, tropskoj Africi i Južnoj Africi.
Berberidaceae, porodica žutika, s 575 vrsta u 4 roda, uključuje biljke i grmove koji rastu u većini umjerenih dijelova svijeta. Berberis, rod žutike, najveći je rod porodice, s oko 400 vrsta i rasprostranjenošću koja pokriva gotovo cijeli raspon porodice. Mnogi uzgojeni grmovi žutike su zgodni, bodljikavi zimzeleni, sa žutim cvjetovima praćenim crvenim bobicama. Mahonia, rod grmova bez trnja, sastoji se od oko 100 vrsta koje se nalaze od Himalaja do Japana i Sumatre te u Sjevernoj i Srednjoj Americi. Epimedium je vrlo kultivirani rod od 55 vrsta, porijeklom iz Europe, Mediterana i Azije. Podophyllum (svibanjske jabuke) sastoji se od šumskog bilja s lišćem poput suncobrana koje je porijeklom iz istočnih Sjedinjenih Država i područja Himalaja.
Menispermaceae, ili porodica “mjesečevih sjemenki”, sadrži gotovo 75 rodova i 520 vrsta, od kojih su većina drvenaste penjačice u tropskim šumama, iako se neki rodovi protežu u umjerena područja Sjeverne Amerike i Japana. Menispermum canadense i drugi članovi porodice imaju karakteristične sjemenke u obliku polumjeseca. Najvažniji proizvod iz Menispermaceae je kurare (tubokurarin klorid), koji se uglavnom dobiva iz Chondrodendron tomentosum, biljke porijeklom iz Brazila i Perua. Lijek se koristi kao relaksant mišića tijekom operacije.
Lardizabalaceae uključuje drvenaste loze s odvojenim muškim i ženskim cvjetovima, kao što je kultivirana Akebija (“čokoladna loza”). Listovi su složeni (sastavljeni od listića), a sitni cvjetovi u visećim grozdovima. Porodica uključuje 35 vrsta u 8 rodova, uglavnom ograničenih na Kinu i Japan. Međutim, rod Lardizabala javlja se u središnjem Čileu.
Eupteleaceae ima samo jedan rod (Euptelea) s dvije vrste listopadnog drveća porijeklom iz umjerene jugoistočne Azije. Ima jako nazubljene listove i male cvjetove koje oprašuje vjetar bez latica ili čašica i imaju odvojene karpele koje se razvijaju u krilate plodove u obliku diska.
Circaeasteraceae sadrži jedan rod s jednom vrstom porijeklom iz Kine, Nepala i Butana. Circaeaster agrestis je mala zeljasta biljka s dihotomno prošaranim listovima i malim cvjetovima s odvojenim karpelama.
Papaveraceae, ili porodica makova, obuhvaća 200 vrsta u 23 roda (uključujući bivše obitelji Fumariaceae i Pteridophyllaceae). Papaveraceae je uglavnom zeljasta (nedrvenasta) i rasprostranjena je diljem svijeta, prvenstveno u umjerenim regijama. Jarko obojeni lateks je vrlo karakterističan za porodicu, a često uključuje snažne alkaloide. Cvjetovi obično imaju dvije čašice i četiri ili šest latica; oni su pravilni (radijalno simetrični) kod Papavera (rod maka), ali su nepravilni i izbočeni ili tvore vrećice neobičnog izgleda kod Corydalis (šupaljka) i Dicentra (“krvareće srce”). Papaver somniferum (opijumski mak) izvor je opijuma i njegovih derivata: morfija, heroina i kodeina. Plodovi maka su kapsule koje izbacuju sićušne sjemenke poput paprenjaka; sjemenke se često koriste kao začin kolačima i pecivima. Ostale ukrasne biljke uključuju Eschscholzia (zlatni mak, “kalifornijski mak”) i Sanguinaria (krvavi korijen).

## Porodice
1. Berberidaceae Juss.
2. Circaeasteraceae Hutch.
3. Eupteleaceae K. Wilh.
4. Lardizabalaceae R. Br.
5. Menispermaceae Juss.
6. Papaveraceae Juss.
7. Pteridophyllaceae Sugiura ex Nakai
8. Ranunculaceae Juss.

## Znanstveni sinonimi
- Berberidales Dumortier
- Eupteleales Reveal
- Fumariales Link
- Glaucidiales Reveal
- Helleborales Nakai
- Hydrastidales Takhtajan
- Lardizabalales Loconte
- Menispermales Bromhead
- Nandinales Doweld
- Papaverales Dumortier